# Gran Premio di Tripoli 1935
Il Gran Premio di Tripoli 1935 è stato un Gran Premio di automobilismo della stagione 1935, non valido per il Campionato europeo.

## Gara

### Risultati
Risultati finali della gara.
| Pos | Nr | Pilota                  | Scuderia           | Vettura                  | Giri   | Tempo/Ritiro |
| --- | -- | ----------------------- | ------------------ | ------------------------ | ------ | ------------ |
| 1   | 26 | Rudolf Caracciola       | Daimler-Benz AG    | Mercedes-Benz W25        | 40     | 2h38'47"6    |
| 2   | 24 | Achille Varzi           | Auto Union AG      | Auto Union Type B        | 40     | 2h39'54"2    |
| 3   | 10 | Luigi Fagioli           | Daimler-Benz AG    | Mercedes-Benz W25        | 40     | 2h41'03"8    |
| 4   | 42 | Tazio Nuvolari          | Scuderia Ferrari   | Alfa Romeo 16C Bimotore  | 40     | 2h47'36"4    |
| 5   | 56 | Louis Chiron            | Scuderia Ferrari   | Alfa Romeo 16C Bimotore  | 40     | 2h49'14"0    |
| 6   | 2  | René Dreyfus            | Scuderia Ferrari   | Alfa Romeo P3            | 40     | 2h49'15"4    |
| 7   | 20 | Raymond Sommer          | Privato            | Alfa Romeo P3            | 40     | 2h50'20"8    |
| 8   | 14 | Goffredo Zehender       | Scuderia Subalpina | Maserati 6C 34           | 38     | 2h51'43"4    |
| 9   | 50 | Guglielmo Carraroli     | Privato            | Maserati 8CM             | 37     | 2h57'34"2    |
| 10  | 22 | Mario Tadini            | Scuderia Ferrari   | Alfa Romeo P3            | 37     | 2h58'49"2    |
| Rit | 34 | Archimede Rosa          | Privato            | Maserati 8CM             | 37     |              |
| Rit | 36 | Renato Balestrero       | Gruppo San Giorgio | Alfa Romeo 8C 2600 Monza | 35     |              |
| Rit | 30 | Nino Farina             |                    | Maserati 6C 34           | 28     | Motore       |
| Rit | 16 | Philippe Étancelin      | Scuderia Subalpina | Maserati 6C 34           | 24     | Motore       |
| Rit | 48 | Hans Stuck              | Auto Union AG      | Auto Union Type B        | 20     | Incendio     |
| Rit | 38 | Piero Taruffi           | Privato            | Maserati 8CM             | 17     |              |
| Rit | 8  | Costantino Magistri     | Privato            | Alfa Romeo 8C 2600 Monza | 16     |              |
| Rit | 46 | Carlo Pintacuda         | Scuderia Ferrari   | Alfa Romeo P3            | 15     |              |
| Rit | 18 | Antonio Brivio          | Scuderia Ferrari   | Alfa Romeo P3            | 13     | Incidente    |
| Rit | 28 | Pietro Ghersi           | Scuderia Subalpina | Alfa Romeo 8C 2300 Monza | 11     |              |
| Rit | 54 | Felice Bonetto          | Privato            | Alfa Romeo 8C 2600 Monza | 7      |              |
| Rit | 4  | Luigi Premoli           | Privato            | Maserati 8CM             | Motore |              |
| Rit | 40 | Hans Ruesch             | Privato            | Maserati 6C 34           | 6      | Motore       |
| Rit | 52 | Manfred von Brauchitsch | Daimler-Benz AG    | Mercedes-Benz W25        | 5      | Motore       |
| Rit | 6  | Ferdinando Barbieri     | Privato            | Alfa Romeo P3            | 4      |              |
| Rit | 32 | Luigi Soffietti         | Privato            | Maserati 8CM             | 4      | Motore       |
| SQ  | 44 | Per Victor Widengren    | Privato            | Maserati 8CM             | 3      |              |
| Rit | 12 | Eugenio Siena           | Scuderia Subalpina | Alfa Romeo 8C 2600 Monza | 2      |              |

Note
Giro più veloce:   Rudolf Caracciola (3'34"2 nel giro 38).